# Sieglinde

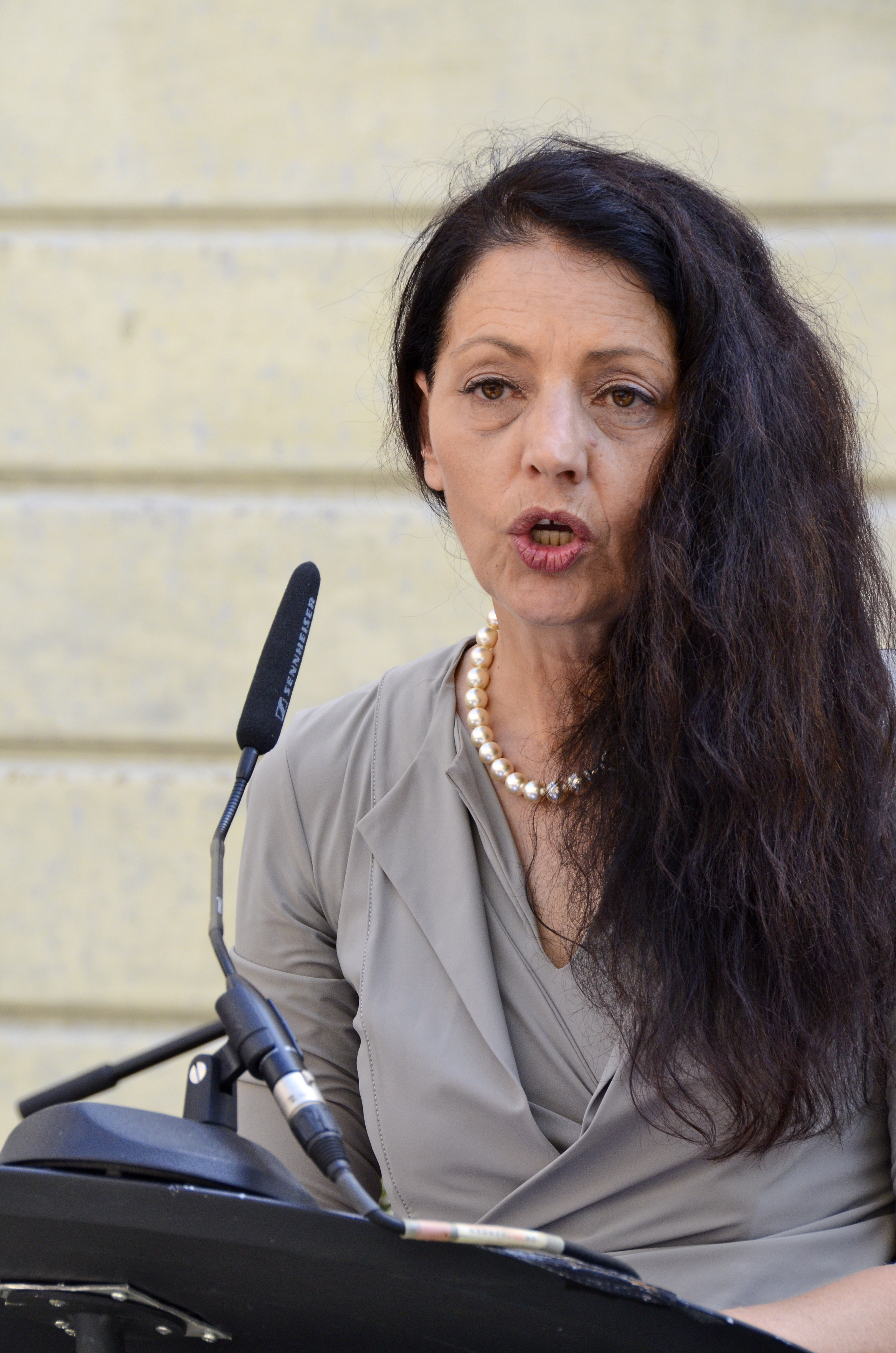
Sieglinde Trannacher, 2014.

Sieglinde är ett tyskt kvinnonamn som kommer från namnet Siegburga. 
Betydelse: siegu - att vinna, linta - sköld gjort av lindträ, men även "mjuk"

## Personer med namnet Sieglinde
- Sieglinde Winkler, österrikisk skidåkare
- Sieglinde Wagner, österrikisk operasångare

## Fiktiva
- Sieglinde (Nibelungenlied) är Siegfrieds mor i Nibelungenlied